# Antonio del Giudice
Pour les articles homonymes, voir Giudice.
Antonio del Giudice, ou de son nom complet, Antonio del Giudice Caracciolo di Cellamare né à Naples en 1657 et mort à Séville en 1733, fut duc de Giovinazzo et prince de Cellamare.

## Biographie
La famille d'Antonio del Giudice, qui est originaire de Gênes, s'installe à Naples vers 1530 et se distingue pour être liée à la couronne espagnole. Son père était trésorier du royaume de Naples, ambassadeur d'Espagne auprès du duc de Savoie et des rois de France et du Portugal, vice-roi d'Aragon et, en 1706, membre du Conseil de l'Italie à Madrid.
Soutenu par les traditions politiques de la famille, Antonio del Giudice a commencé sa vie publique à un jeune âge.
Il fit plusieurs campagnes militaires dont celle de 1702 en Italie, où il accompagna le nouveau roi Philippe V, petit-fils de Louis XIV, pour défendre Naples,.
Il a participé à la guerre de Succession d'Espagne (1701-1714). Fait prisonnier à Gaète pendant le conflit, il est libéré en 1712 et nommé ambassadeur à la cour de Louis XIV.
Pour avoir conspiré, après la mort du roi (1715) avec le cardinal Giulio Alberoni, contre le régent Philippe II de Bourbon-Orléans, il est arrêté et exilé de France (1718). Cette conspiration, qui est entrée dans l'histoire comme la conspiration de Cellamare, a probablement été orchestrée par le roi d'Espagne Philippe V.
De retour en Espagne, il reçoit du roi le poste de capitaine du Vieux Séville. Il mourut à Séville en 1733.